# Talariga albomacula
Talariga albomacula là một loài bướm đêm trong họ Noctuidae.